# Hrvatski Top Model
Hrvatski Top Model è un reality show croato, basato sul format americano America's Next Top Model. La concorrente Andrea Akmadžić è stata anche parte del cast della prima edizione della versione serba del reality, OBN Star Model, nel 2009, classificandosi soltanto undicesima.

## Edizioni
| Edizione | Première       | Vincitrice     | 2^ arrivata        | Altre concorrenti | Numero di concorrenti | Destinazioni Internazionali                        |
| -------- | -------------- | -------------- | ------------------ | --- | --------------------- | -------------------------------------------------- |
| 1        | 8 marzo 2008   | Sabina Behlić  | Valentina Dropulić | Marija Šegota (ritirata), Alin Horvat, Maja Majurec, Dea Frua, Neda Janus (ritirata), Monika Perić, Martina Bukovec, Nikolina Rešček, Julija Borovina, Kristina Šakić, Andrea Akmadžić, Marija Andrijašević, Tea Vukman, Marina Jerković | 16                    | Parigi Milano Innsbruck / Vienna Monaco di Baviera |
| 2        | 3 ottobre 2010 | Rafaela Franić | Nikolina Jurković  | Ana Aračić, Monika Horvat, Deni Žižić, Kristina Petričević, Iva Pajković, Anita Vulin, Mada Peršić, Ela Arapović, Anđela Melvan, Andrea Katkić                                                                                           | 12                    | Milano Berlino / Potsdam                           |